# جرم‌شناسی
جرم‌شناسی شاخه‌ای از علوم اجتماعی است که در آن، طبیعت، وسعت، علت و کنترل رفتار مجرمانه در فرد و جامعه، نهادهای کنترل‌کننده و سازمان‌های اصلاح‌کننده مورد بحث قرار می‌گیرند.

## اقسام جرم‌شناسی
جرم‌شناسی مانند حقوق جزا به دو بخش عمده تقسیم می‌شود:
1. جرم‌شناسی عمومی که به صورت کلی رفتار جنایی و ماهیت عمل ارتکابی را بررسی می‌کند.
2. جرم‌شناسی اختصاصی که به بررسی اعمال جنایی خاص می‌پردازد.[۲]